# Kavaszaki (Kanagava)
Kavaszaki (川崎市; Hepburn: Kawasaki-shi) város Japán Kanagava prefektúrájában, Tokió és Jokohama között. Az ország kilencedik legnépesebb városa, és a Nagy-Tokiót alkotó városok egyike.
30 km hosszan húzódik a Tama-folyó déli partján, amely Tokiótól elválasztja. Keleti része, a vasútállomás környéke sík; itt ipari övezetek és munkásnegyedek váltakoznak. Nyugati része hegyvidékibb, és kertvárosiasabb jellegű. A Tokiói-öböl partvidékén nehézipari üzemek épültek, nagyrészt a tengerből feltöltött területeken.

## Népesség
| Lakosok száma | 1 425 512 | 1 475 213 | 1 539 522 |
|               | 2010      | 2015      | 2020      |